# Yale (Mythologie)

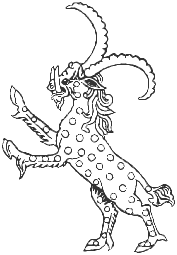
Heraldische Figur eines Yales

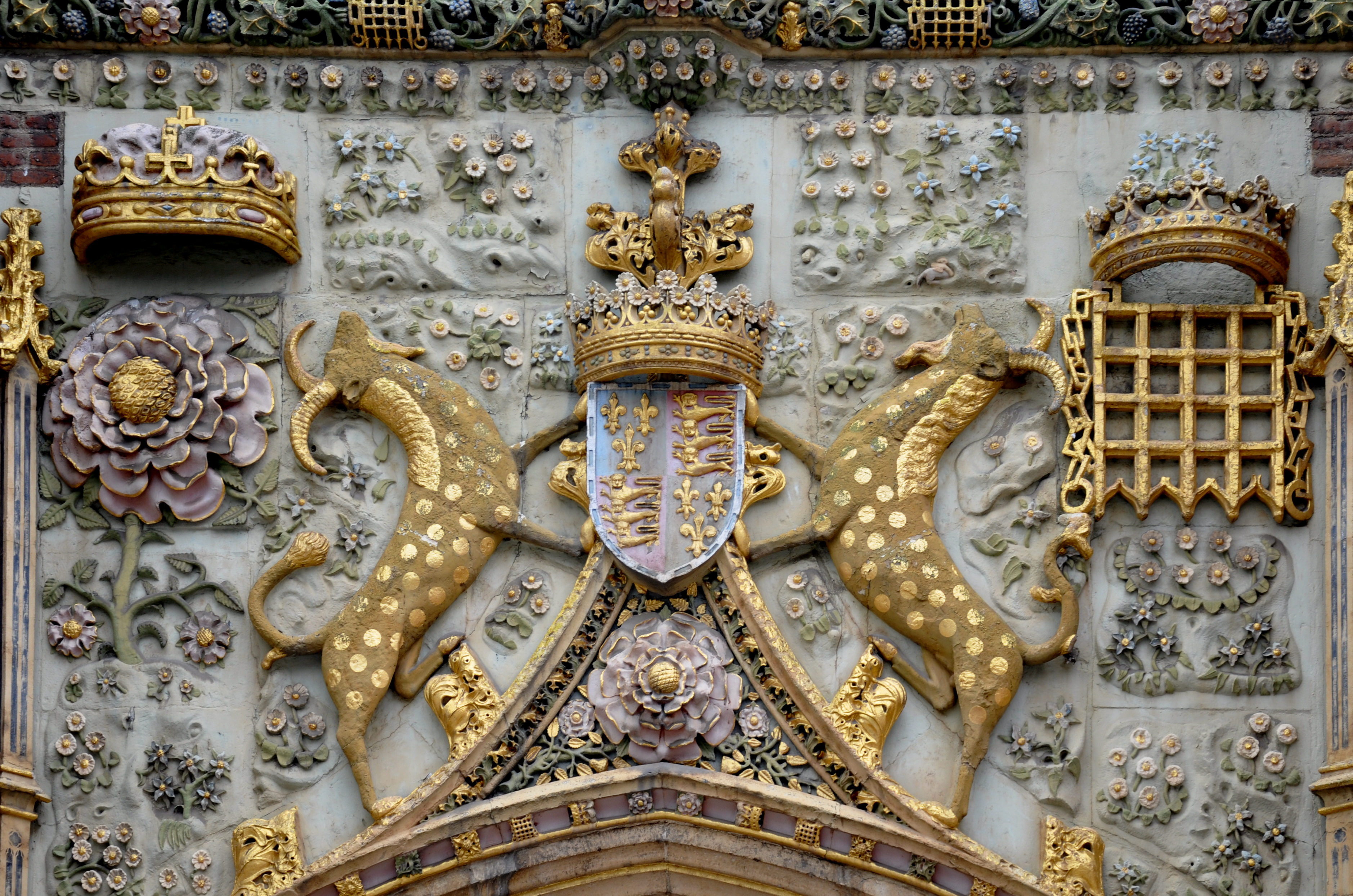
Yales als „Supporter“ über dem Eingang zum St. John’s College

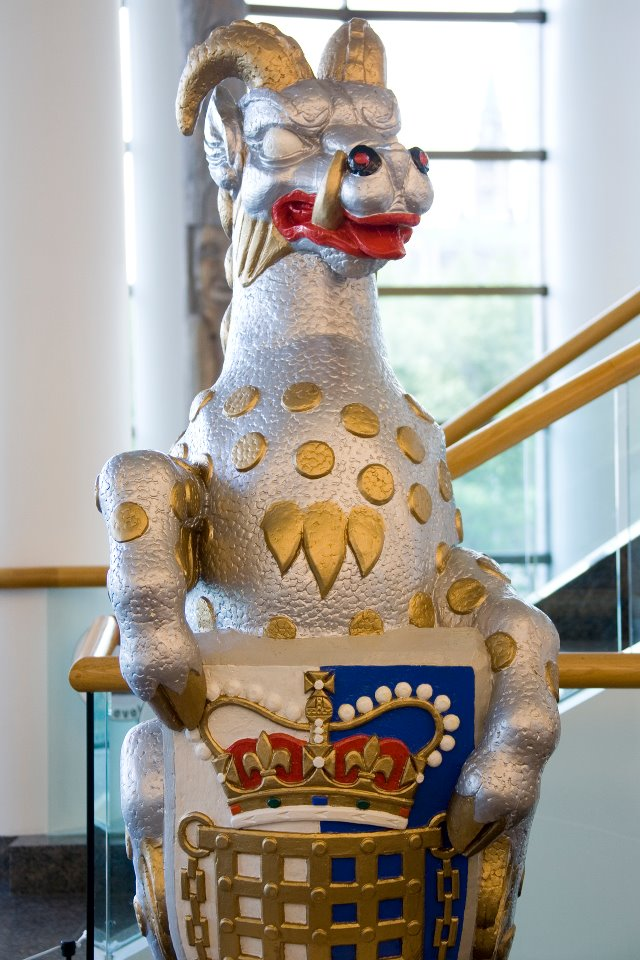
Das Yale als eines der Bestien der Queen

Das Yale (lateinisch eale; englisch yale, jall, centicore) ist eine Bestie aus der europäischen Mythologie und Heraldik.

## Beschreibung
Meist wird das Yale als antilopen- oder ziegenähnliche vierbeinige Kreatur mit Hauern eines Ebers und gewaltigen Hörnern, die in jede Richtung gedreht werden können, beschrieben. Der Name stammt wahrscheinlich vom Hebräischen יָעֵל (yael) ab, das übersetzt „Steinbock“ bedeutet. Die Hörner sehen denen eines Steinbocks recht ähnlich.
Das Yale wurde erstmals im 1. Jahrhundert nach Chr. von Plinius dem Älteren in seiner Naturalis historia als in Äthiopien entdecktes eale beschrieben, mit der Körpergröße eines Nilpferds, mit einem Elefantenschwanz, schwarz oder gelbbraun gefärbt, mit Kiefern eines Ebers und beweglichen Hörnern von über einer Elle Länge, die in einem Kampf während des Angriffs abwechselnd aufgestellt und sonst rückwärts geneigt getragen werden ... Die Kreatur kommt in mittelalterlichen Bestiarien und in der Heraldik vor, wo sie für eine starke Verteidigung steht.

## Heraldik
Das Yale ist unter den heraldischen Bestien der britischen Königsfamilie vertreten. Es fand als „Supporter“ der Streitkräfte von John of Lancaster, Herzog von Bedford, und im englischen House of Beaufort Verwendung. Seine Verbindung mit der britischen Monarchie begann etwa 1485 mit Heinrich VII. Tudor. Schon bei seiner Mutter Lady Margaret Beaufort fand das Yale heraldische Verwendung. Sie war eine Förderin der Christ’s und St. John’s Colleges, über deren Eingang Yales platziert wurden. Auch auf dem Dach der St. George’s Chapel des Windsor Castle wurden Yales angebracht. Das Yale of Beaufort war eine der Bestien der Königin Elisabeth II., die 1953 für ihre Krönung in Auftrag gegeben wurde. Die Originale aus Gips befinden sich heute in Kanada und Kopien aus Stein vor dem Palm House der Kew Gardens.
In den Vereinigten Staaten wird das Yale als heraldische Figur mit der Yale University in New Haven, Connecticut, in Verbindung gebracht. Obwohl das Sportmaskottchen der Universität eine Bulldogge namens „Handsome Dan“ ist, kann man auf dem gesamten Campus Yales finden. Auf dem Wappen der Faculty of Arts and Sciences (FAS) nehmen die Yales zwei Quadranten ein. Sie sollen spielerisch die intellektuelle Neugierde und den Forschungsdrang der FAS repräsentieren. Auch auf dem offiziellen Banner des Universitätspräsidenten wird ein Yale abgebildet, und auf seinem Zeremonienstab prangt der Kopf der Bestie. Sowohl oberhalb des Tordurchgangs zum Davenport College als auch deutlich erkennbar am Giebel über dem Eingang zum Timothy Dwight College wurden Yales platziert. Der von Studenten betriebene Campus-Radiosender „WYBCx Yale Radio“ verwendet das Yale als Logo.

## Der Basilisk
Der Basilisk und das Yale waren miteinander verfeindet. Laut Plinius handelt es sich beim Basilisken um eine Schlangenart, heimisch in der Provinz Kyrenaika. Er sei nicht länger als zwölf Finger (etwa 24 Zentimeter) und habe einen weißen Fleck am Kopf, der ihn wie ein Diadem schmücke.
Während das Yale schläft, sticht der Basilisk ihm zwischen die Augen. Aufgrund seines starken Gifts beginnen die Augen des Yales anzuschwellen, bis sie schließlich aus dem Kopf springen und es der Vergiftung erliegt.